# Ziegelheim
Ziegelheim là một đô thị thuộc huyện Altenburger Land, trong bang Thüringen, Đức. Đô thị Ziegelheim có diện tích 17,32 km².